# Cataratas Camarán
Las cataratas Camarán (llamada por los aborígenes: Kamarang Meru; en inglés: Kamarang Great falls o Gran Salto Camarán) se encuentra en el río Camarán (Kamarang) en el suroeste de Guyana, en un área reclamada por Venezuela como parte de la Guayana Esequiba.
Las caídas se hunden fuera de la escarpa sierra de Pacaraima en una esquina suroeste aislada de la región. Su altura no se ha determinado de forma fiable, pero se estima que alcanz más de 160 metros de altura. Por su volumen las catararas son una de las cascadas más importantes del país.
Según informes, las caídas fueron descubiertas en 1938 por el entomólogo y médico estadounidense Paul A. Zahl, quien escribió que el ruido creado por la caída del agua era ensordecedor ya antes de que las cataratas fuesen visibles.